# Mandy Versteegt
Mandy Versteegt (* 23. Februar 1990 in Woerden) ist eine ehemalige niederländische Fußballspielerin.

## Karriere

### Vereine
Versteegt begann für die in ihrem Geburtsort ansässige Voetbalvereniging Vlug en Paraat mit dem Fußballspielen und kam im weiteren Verlauf – bis zum Saisonende 2007/08 – für den ebenfalls in Woerden beheimateten Verein Sportlust '46 zum Einsatz.
Dem Jugendalter entwachsen wurde sie zur Saison 2008/09 vom FC Utrecht verpflichtet. für den sie bis zum Saisonende 2011/12 74 Punktspiele in der Eredivisie, der höchsten Spielklasse im niederländischen Frauenfußball bestritt und zwölf Tore erzielte. Ihr Debüt im Seniorinnenbereich gab sie zu Saisonbeginn am 21. August 2008 beim 2:1-Sieg im Heimspiel gegen den FC Twente Enschede; ihr erstes Tor erzielte sie am 20. November 2008 (10. Spieltag) beim 2:1-Sieg im Auswärtsspiel gegen Roda JC Kerkrade mit dem Tor zur 1:0-Führung in der 16. Minute. Ihre einzigen Titelgewinne waren der nationale Vereinspokal und der Supercup im Jahr 2010.
Von 2012 bis 2016 war sie Vertragsspielerin von Ajax Amsterdam, für den Verein sie die ersten drei Saisonen in der BeNe League, ihre letzte in der Eredivisie spielte und mit diesem diese als Zweiter beendete. Mit der Mannschaft erreichte sie zudem dreimal in Folge das Finale um den KNVB-Pokal, nur 2014 war dieses von Erfolg gekrönt. Im Alter von 26 Jahren beendete sie ihre Spielerkarriere, nachdem sie das Interesse am Fußball verloren hatte. Nach ihrer Spielerkarriere kehrte sie im Jahr 2022 zu Sportlust '46 zurück, um den Technischen Stab zu verstärken.

### Nationalmannschaften
Ihr Debüt als Nationalspielerin erfolgte in der U19-Nationalmannschaft, die am 27. September 2009 in Ptuj das Qualifikationsspiel für die Europameisterschaft 2008 mit 7:0 gegen die U19-Nationalmannschaft Sloweniens gewann. Im zweiten Spiel der Gruppe B, beim 11:0-Sieg über die U19-Nationalmannschaft Moldaus im Fazanerija-Stadion von Murska Sobota, erzielte sie mit dem Treffer zum 5:0 in der 36. Minute ihr erstes Länderspieltor. Bis zum 26. April 2008 bestritt sie drei weitere Qualifikationsspiele. Für die Teilnahme an der Europameisterschaft 2009 kam sie ebenfalls in fünf Qualifikationsspielen zuvor zum Einsatz. In der zweiten Qualifikationsgruppe E hatte sie am 25. April 2009 bei der 3:7-Niederlage gegen die Schweizer U19-Nationalmannschaft ihren ersten Doppeltorerfolg.
In der A-Nationalmannschaft debütierte sie am 15. Februar 2012 in Nîmes bei der 1:2-Niederlage im Freundschaftsspiel gegen die Nationalmannschaft Frankreichs als Einwechselspielerin für Manon Melis in der 86. Minute. Ihren ersten Sieg erlebte sie in ihrem zweiten Länderspiel, das am 25. November 2012 in Velsen gegen die Nationalmannschaft Wales’ mit 2:0 gewonnen wurde. Im Jahr 2013 nahm sie mit der Mannschaft an der vom 10. bis 28. Juli in Schweden ausgetragenen Europameisterschaft teil und bestritt bei der 0:1-Niederlage gegen die Nationalmannschaft Norwegens im zweiten Spiel der Gruppe B ihr einziges Turnierspiel – als Einwechselspielerin für Daniëlle van de Donk ab der 77. Minute. Im Jahr 2014 wurde sie einzig am 12. Februar im fünften Spiel der WM-Qualifikationsgruppe 5 beim 1:1-Unentschieden gegen die Nationalmannschaft Belgiens eingesetzt. Für das am 23. November 2013 anstehende vierte Spiel der WM-Qualifikationsgruppe 5 gegen die Nationalmannschaft  Griechenlands wurde sie am 11. November 2013 von Bondscoach Roger Reijners als einziger Neuzugang der 23 Spielerinnen umfassenden Auswahl berufen; beim 7:0-Erfolg in Rotterdam wurde sie jedoch nicht eingesetzt.
Mit ihren zwei Länderspielen am 10. und 12. März 2014 im Turnier um den Zypern-Cup endete ihre Nationalmannschaftskarriere. Das letzte Spiel der Gruppe B wurde mit 0:3 gegen die Nationalmannschaft Frankreichs verloren, das Spiel um Platz 9 hingegen mit 4:1 gegen die Schweizer Nationalmannschaft gewonnen.

## Erfolge
Ajax Amsterdam
- Zweiter Meisterschaft 2016
- KNVB-Sieger 2014, -Finalist 2015, 2016

FC Utrecht
- Niederländischer Pokalsieger 2010
- Niederländischer Supercup-Sieger 2010